# Artêmio (vigário)
Artêmio (português brasileiro) ou Artémio (português europeu) (em latim: Artemius) foi um oficial romano do século IV, ativo no reinado do imperador Constâncio II (r. 337–361). Aparece no relato de Amiano Marcelino para o ano de 359, quando exerceu a função de vigário de Roma e vice do prefeito urbano Júnio Basso Teotécnio.